# Жемчужин, Борис Алексеевич
Борис Алексеевич Жемчужин (1896—1918) — русский революционер, большевик, журналист, активный участник событий Октябрьской революции.

## Биография
Родился в Шлиссельбурге, рано лишился отца. Учился в Гатчинском сиротском институте, закончив его с Золотой медалью в 1915 году, там же и познакомился с большевиками. В 1915 году вступил в партию большевиков, уже на следующий год был избран членом Петербургского городского комитета. Занимается написанием, изданием и распространением большевистских листовок, выступает на рабочих сходках и перед солдатами. В октябре 1916 был арестован, при обыске были найдены листовки. До февраля 1917 года Жемчужин содержался в «Крестах», в дни Февральской революции освобождён.
По поручению руководства большевиков направляется в Кронштадт, где наладил выпуск массовой большевистской газеты для матросов «Голос Правды». После чего выехал в Гельсингфорс, где налаживает выпуск большевистской газеты «Волна», создаёт фонд помощи газеты. После июльских событий 1917 г. газета разгромлена, но вскоре была возобновлена под новым названием «Прибой». Газета способствовала переходу матросов Балтики на большевистские позиции.
В октябре 1917 г. Жемчужин назначен комиссаром Областного комитета армии, флота и рабочих Финляндии в Торнео, на севере Финляндии. После предоставления в декабре 1917 г. независимости Финляндии, Жемчужин назначен комиссаром по эвакуации войск и военного имущества из Финляндии. С уходом последнего каравана судов Жемчужин был оставлен в Гельсингфорсе как комиссар при уполномоченном по делам русского флота для завершения эвакуации военного имущества из Финляндии.
8 мая 1918 года был схвачен финскими белогвардейцами и расстрелян.

## Память
В Гатчине на здании, в котором располагался сиротский институт, имеется мемориальная доска в память о Жемчужине. Одна из улиц города носит его имя.
В честь Бориса Жемчужина назван монитор "Жемчужин" (1937) Днепровской, Дунайской и Пинской военных флотилий.